# Zwartkraagelzenmineermot
De zwartkraagelzenmineermot (Stigmella alnetella) is een vlinder uit de familie dwergmineermotten (Nepticulidae). De wetenschappelijke naam werd gepubliceerd in 1856 door Stainton.
De soort komt voor in Europa.